# ヴェルサイユ条約 (1756年)
ヴェルサイユ条約（ヴェルサイユじょうやく、フランス語: Traité de Versailles, ドイツ語: Vertrag von Versailles）、または第一次ヴェルサイユ条約（だいいちじヴェルサイユじょうやく、フランス語: Premier traité de Versailles, ドイツ語: Erste Vertrag von Versailles）は、1756年5月1日にヴェルサイユ宮殿で締結された、オーストリアとフランス王国の外交協定。
両国はお互いが外敵に攻撃された場合、相互援助することで合意した（「外敵」はプロイセン王国とグレートブリテン王国を指すとされている）。

## 概要
条約によりフランス・オーストリア同盟が成立し、以降30年間何らかの形で存続した。条約から数月経たないうちに両国は七年戦争でイギリス・プロイセン同盟と対立、1763年まで続いた。条約は1月の第四次ウェストミンスター条約（イギリスとプロイセンの同盟条約）とともに外交革命の一端を担い、戦争までにヨーロッパの同盟の形勢を一変させた。
条約は建前では防御的だったが、イギリスは秘密条項の存在を疑った。
両国は翌年ヴェルサイユで再び条約を締結、協力関係をさらに強化させた。